# The Politics of Ecstasy (álbum)
The Politics of Ecstasy es el segundo larga duración del grupo de metal progresivo Nevermore. Fue lanzado al mercado en 1996. El álbum hace referencia al libro del mismo nombre de Timothy Leary. El primer capítulo del libro se titula "The Seven Tongues of God", que es el título de la primera pista del álbum. Este disco está considerado como el más progresivo dentro de Nevermore, aunque conserva elementos que definen su sonido característico. Hay una muestra de voz en la pista "Next In Line" extraída de la película La escalera de Jacob de Adrian Lyne.

## Listado de canciones
Todas las letras escritas por Warrel Dane, toda la música compuesta por Jeff Loomis. 
| Politics of Ecstasy |                                               |          |  |
| N.º                 | Título                                        | Duración |  |
| 1.                  | «The Seven Tongues of God»                    | 5:59     |  |
| 2.                  | «This Sacrament»                              | 5:10     |  |
| 3.                  | «Next in Line»                                | 5:34     |  |
| 4.                  | «Passenger»                                   | 5:26     |  |
| 5.                  | «The Politics of Ecstasy»                     | 7:57     |  |
| 6.                  | «Lost»                                        | 4:15     |  |
| 7.                  | «The Tiananmen Man»                           | 5:25     |  |
| 8.                  | «Precognition»                                | 1:37     |  |
| 9.                  | «42147»                                       | 4:59     |  |
| 10.                 | «The Learning» (9:43 en la reedición de 2006) | 16:01    |  |

### 2006
| N.º | Título                                 | Escritor(es)                            | Duración |  |
| 11. | «Love Bites» (versión de Judas Priest) | Rob Halford, K.K. Downing, Glenn Tipton | 11:40    |  |

## Integrantes y productor
- Warrel Dane - voz
- Jeff Loomis - guitarra
- Jim Sheppard - bajo
- Van Williams - batería
- Producido por Neil Kernon